# Helena Zborowska
Helena Wiktoria Zborowska, z domu Męcińska z Kurozwęk h. Poraj, ps. Blanka Halicka (ur. 21 listopada 1876 w Partyniu, zm. 10 maja 1943 w Jurkowie) – polska pisarka.

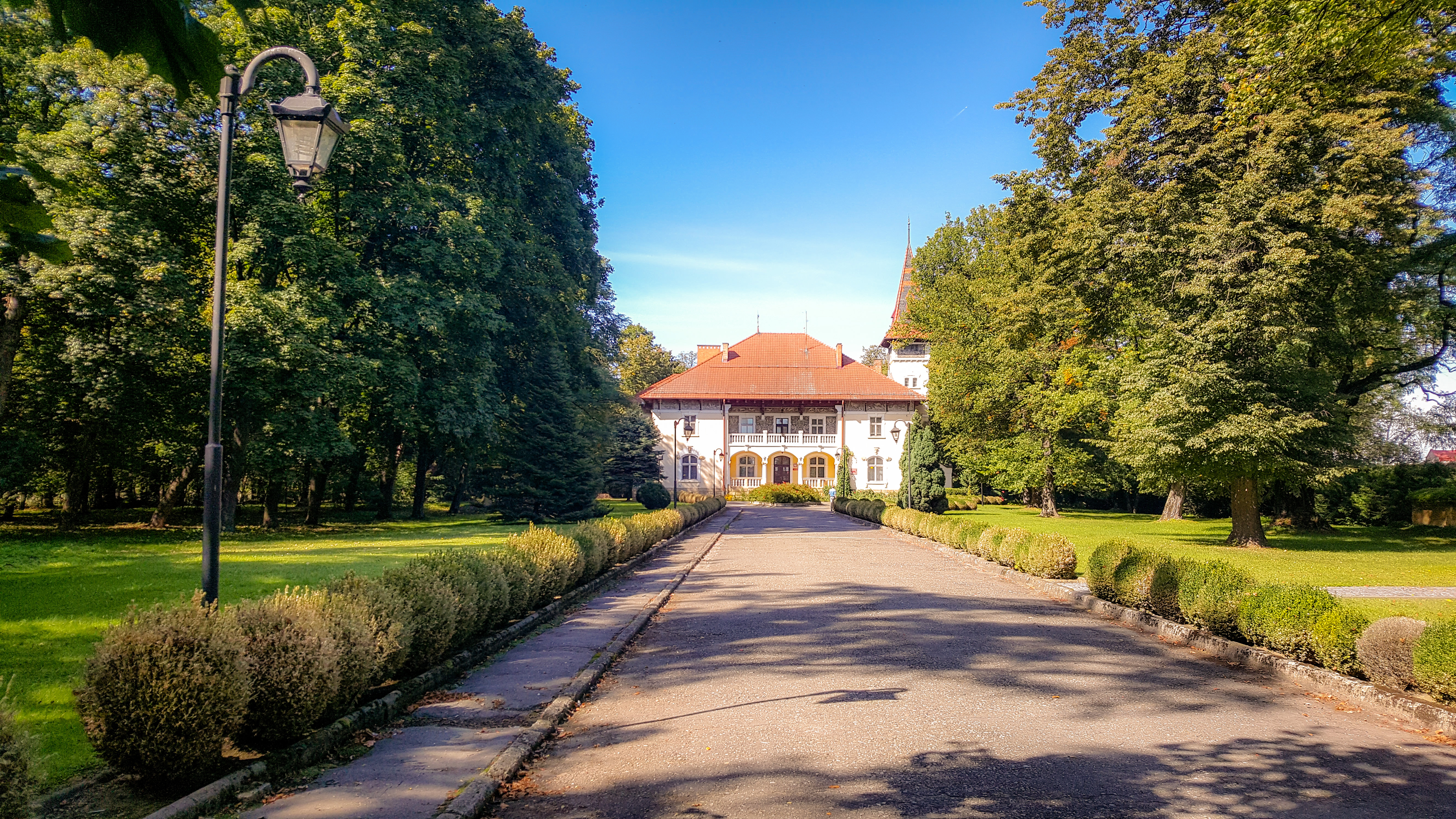
Zespół pałacowo-parkowy w Łęgu Tarnowskim.

## Życiorys
Córka Józefa Gabriela Męcińskiego z Kurozwęk h. Poraj, posła do Sejmu Krajowego Galicji i Heleny Marii Anny Dobrzyńskiej h. Jelita. Siostra Róży hr. Bobrowskiej (żony właściciela Andrychowa). 17 października 1896 poślubiła Jana hr. Zborowskiego ze Zborowa h. Jastrzębiec, z którym miała troje dzieci: Andrzeja, Aleksandra i Irenę.
Pisała głównie powieści historyczne i opowiadania dla dzieci i młodzieży.
W początkowych latach małżeństwa mieszkała we dworze w Zgłobicach. W 1910 po wizycie w Adampolu, osadzie polskich imigrantów na obrzeżach Stambułu, rozpoczęła w Galicji zbiórkę środków na wybudowanie polskiej szkoły i kościoła pw. Matki Bożej Częstochowskiej, który został konsekrowany w 1914.

## Twórczość
- 1903 - Krwawe lata (1812-1814) - powieść
- 1906 - Nowele włoskie: Miłość Tytana; Król Enzio
- 1907 - Nowele włoskie: Z życia poety; Śnieg
- 1907 - Nemezis - powieść
- 1907 - O Elizy Orzeszkowej pracy i działalności literackiej - odczyt
- 1908 - Ostatni Stuart
- 1912 - W niewoli u Mahdiego czyli Bitwa pod Omdurmanem - mini-powieść dla młodzieży
- 1914 - Błędni rycerze: powieść z czasów emigracyi
- 1920 - Lilia Mystica: o świętej pani Kindze rzecz, krakowskiej xiężnie
- 1921 - Hrolf, król morza: opowieść stara o Wikingu i królewnie; Zdobywca: wtóra opowieść z wieków spłynionych - nowele dla młodzieży
- 1922 - Dzień zmartwychwstania; Siwa pani: Dwie historje prawdziwe
- 1925 - Szwedzki Napoleon Karol XII